# Radziewicza
Radziewicza (biał. Радзевіча; ros. Родевича, Rodiewicza) – chutor na Białorusi, w obwodzie grodzieńskim, w rejonie werenowskim, w sielsowiecie Raduń.
W dwudziestoleciu międzywojennym na miejscu dzisiejszego chutoru istniała miejscowość Biały Dwór, która wchodziła w skład gminy Raduń w powiecie lidzkim, w województwie nowogródzkim. Po II wojnie światowej w granicach Związku Radzieckiego. Od 1991 w niepodległej Białorusi.